# The Animals
Pour les articles homonymes, voir Animals.
The Animals [ði ˈænɪməlz] est un groupe britannique de rock des années 1960. Au même titre que les Rolling Stones, cette formation a été l'une des pionnières du British Blues Boom et a contribué à importer en Europe le rhythm and blues noir américain.

## Historique

### The Animals (1962-1966)
Au début des années 1960, Alan Price, John Steel, Chas Chandler et Hilton Valentine jouent chaque fin de semaine à Newcastle-upon-Tyne dans un petit orchestre de jazz baptisé Alan Price Combo du nom du chanteur, également membre le plus influent du groupe. Rapidement, ils sont rejoints par Eric Burdon, un autre chanteur. Passionné de blues et de rhythm and blues, Burdon fait évoluer le groupe dans une direction qui correspond plus à ses aspirations musicales. Ils reprennent les plus grands morceaux de bluesmen américains et s'affirment comme un groupe de scène remarqué. Leur sauvagerie sur scène, où se dégage notamment la voix âpre et puissante de Burdon leur vaut rapidement le sobriquet de The Animals, qui devient leur nom officiel à partir de 1963.
Arrivant à Londres en 1964, les Animals signent chez Columbia, une filiale d'EMI et enregistrent leurs premières chansons en studio. Ils rencontrent un succès immédiat avec le morceau traditionnel américain The House of the Rising Sun. Durant les deux années qui suivent, les Animals enchaînent les hits sous la houlette du producteur Mickie Most, avec notamment des reprises de Don't Let Me Be Misunderstood ou Boom Boom. Alan Price quitte le groupe en mai 1965. Il est brièvement remplacé par Mick Gallagher, puis par Dave Rowberry qui apparaît sur les hits We Gotta Get out of This Place et It's My Life.
En quête de davantage de liberté artistique (ils enregistrent surtout des reprises jusqu'alors), les Animals mettent un terme à leur contrat avec Columbia et à leur collaboration avec Mickie Most à la fin de l'année 1965. Ils passent chez MGM Records pour l'Amérique du Nord et Decca pour le reste du monde. Le batteur John Steel quitte à son tour le groupe en février 1966. Son remplaçant est Barry Jenkins. Les Animals se dispersent avant la fin de l'année.

### Eric Burdon & the Animals (1966-1969)

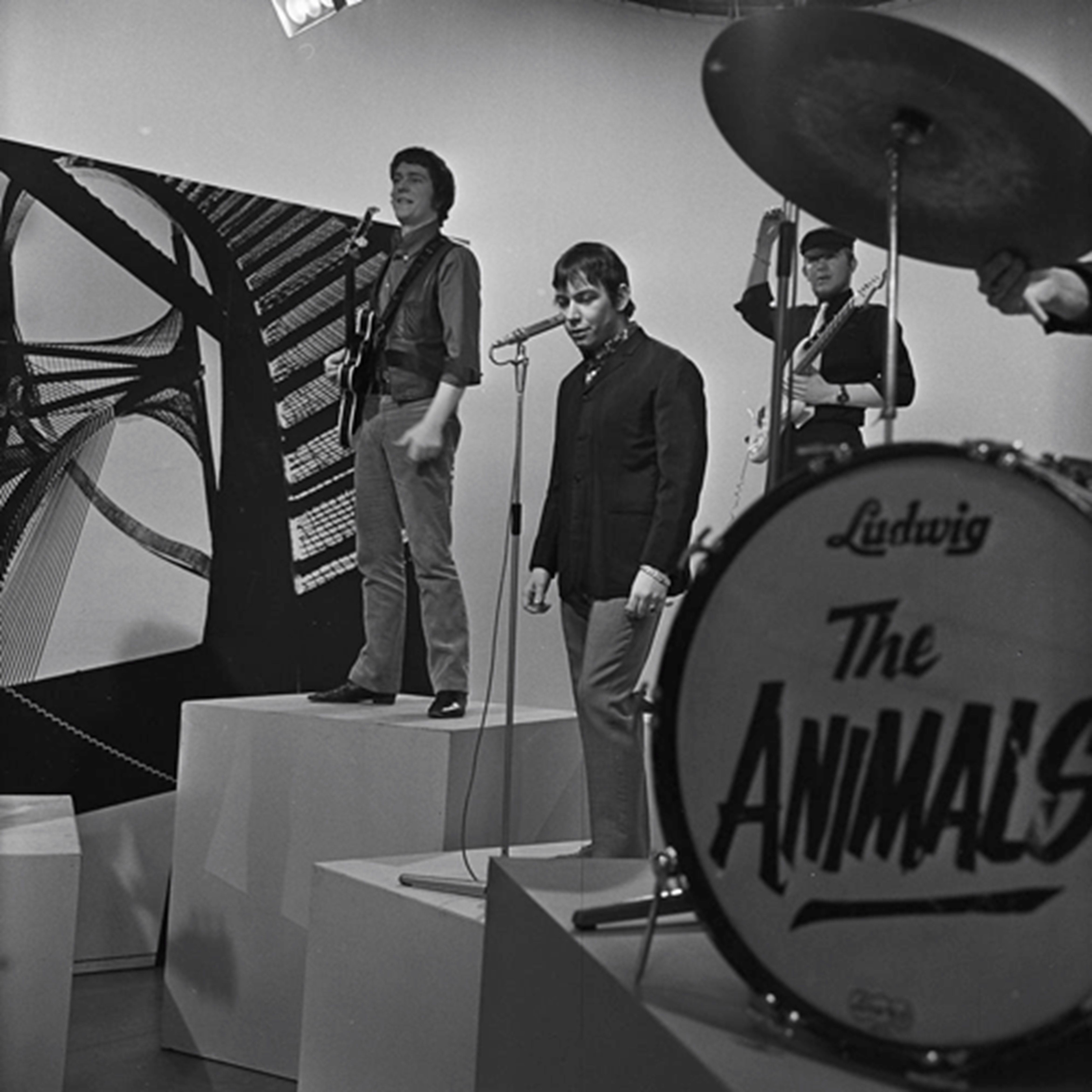
Eric Burdon & The Animals à la télévision néerlandaise en 1967.

Après avoir enregistré un album solo, Eric Is Here, crédité à « Eric Burdon & the Animals », Burdon met sur pied une nouvelle incarnation du groupe avec John Weider, Vic Briggs et Danny McCulloch. Des anciens Animals, il ne reste que le batteur Barry Jenkins. Ce groupe enregistre trois albums dans une veine psychédélique avant de se séparer en 1969. Durant sa brève existence, il voit notamment passer dans ses rangs Andy Summers, le futur guitariste de The Police.

### Réunions des Animals (1976-1983)
En 1976, les cinq Animals d'origine (Burdon, Price, Valentine, Chandler et Steel) se retrouvent à l'initiative de Chas Chandler sous le nom The Original Animals le temps d'un disque intitulé Before We Were So Rudely Interrupted, titre en clin d'œil à un éditorial célèbre où un journaliste londonien faisait allusion à la destruction de son bureau par le Blitz. En 1983, les mêmes se réunissent à nouveau avec pour résultat l’album Ark. Une tournée mondiale s'ensuit avant que le groupe ne se sépare une fois de plus.

### Réunions ultérieures (depuis 1992)

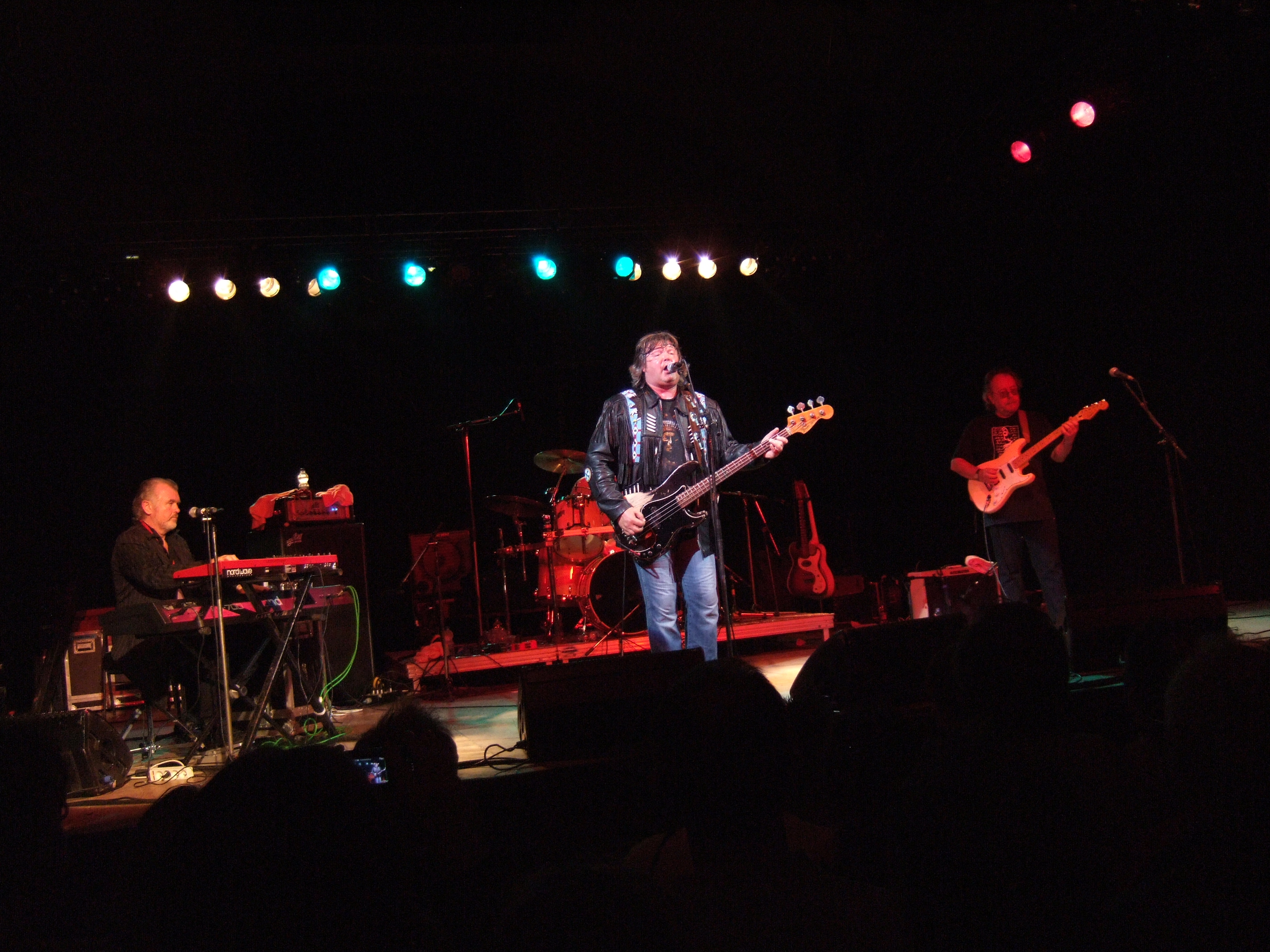
Animals and Friends : John Steel (batt.) Mickey Gallagher (org.), Peter Barton, (basse, chant), et Johnny "Guitar" en 2008.

Le guitariste Hilton Valentine monte en 1992 le groupe « Animals II », qui inclut d'autres anciens membres des Animals au cours de son histoire. Après le départ de Valentine, en 2001, ils se rebaptisent « Animals and Friends ». De son côté, Eric Burdon commence à donner des concerts en 1998 sous le nom de « Eric Burdon and the New Animals », puis « Eric Burdon and the Animals » à partir de 2003.

## Discographie
Dans les années 1960, les albums des Animals qui paraissent aux États-Unis sont différents de ceux qui paraissent au Royaume-Uni.
- 1964 : The Animals (US) / The Animals (UK)
- 1965 : The Animals on Tour (US)
- 1965 : Animal Tracks (US) / Animal Tracks (UK)
- 1966 : Animalisms (UK) / Animalization (US)
- 1966 : Animalism (US)
- 1967 : Eric Is Here (US)
- 1967 : Winds of Change
- 1968 : The Twain Shall Meet
- 1968 : Every One of Us (US)
- 1968 : Love Is
- 1977 : Before We Were So Rudely Interrupted
- 1983 : Ark
- 2006 : The Animals with Sonny Boy Williamson II

## Membres

### Membres actuels
- John Steel : batterie (1963-1966, 1975-1976, 1983, depuis 1992)
- Mick Gallagher : claviers (1965, depuis 2003)
- Danny Handley : guitare, chant (depuis 2003)
- Roberto Ruiz : basse, chant (depuis 2012)

### Anciens membres
- Eric Burdon : chant (1963-1968, 1975-1976, 1983)
- Hilton Valentine (*1943 - 2021) : guitare (1963-1966, 1975-1976, 1983, 1992-2001)
- Chas Chandler (*1938 - 1996) : basse, chant (1963-1966, 1975-1976, 1983)
- Alan Price : claviers, chant (1963-1965, 1975-1976, 1983)
- Dave Rowberry : claviers (1965-1966, 1999-2003)
- Barry Jenkins : batterie (1966-1968)
- John Weider : basse, guitare, violon (1966-1968)
- Vic Briggs : guitare, piano (1966-1968)
- Danny McCulloch : basse (1966-1968)
- Zoot Money : claviers, basse, chant (1968, 1983)
- Andy Summers : guitare, basse (1968)
- Steve Grant : guitare, synthétiseur, chant (1983)
- Steve Gregory : saxophone (1983)
- Nippy Noya : percussions (1983)
- Joss Elliott : basse (1992-1994)
- George Fearson : guitare (1992-1994)
- Robert Robinson : chant (1992-1994)
- The Dod : batterie (1992)
- Steve Hutchinson : claviers (1992-1999)
- Martin Bland : basse (1994-1999)
- Steve Dawson : guitare (1994-1999)
- Robert Kane : chant (1994-1999)
- Jim Rodford : basse (1999-2003)
- Tony Liddle : chant (1999-2001)
- Eamon Cronin : chant (2001)
- Scott Whitley : basse (2012-2015)